# ألفرد هيرمان
ألفرد هيرمان (بالإنجليزية: Alfred Herman)‏ هو مصمم الإنتاج ومخرج فني أمريكي، ولد في 8 سبتمبر 1889 في نيويورك في الولايات المتحدة، وتوفي في 1 ديسمبر 1973 في لوس أنجلوس في الولايات المتحدة.

## وصلات خارجية
- ألفرد هيرمان على موقع IMDb (الإنجليزية)
- ألفرد هيرمان على موقع أول موفي (الإنجليزية)
- ألفرد هيرمان على موقع قاعدة بيانات الفيلم (الإنجليزية)